# Francisco Martínez de Mata
Francisco Martínez de Mata (Motril, ¿? - 1665), fraile franciscano y arbitrista, esto es, economista español del siglo XVII.

## Biografía
Nacido en Motril, hay que suponer que a principios del siglo XVII, ingresó en la orden mendicante franciscana, y su contacto con los más necesitados y la pobreza, despoblación y decadencia de Andalucía hizo germinar un pensamiento económico que iba contra la sociedad estamental de su tiempo y que quiso divulgar mediante su Memorial de 1650 y su Discurso de 1656. De estos textos subsisten versiones fragmentarias y con numerosas variantes que están esperando edición crítica. En cuanto a sus datos personales, lo poco que se sabe se destila de sus propias obras y del documento en que el regidor de Sevilla Martín de Ulloa denuncia su peligrosidad social como provocador y agitador, a raíz del cual Martínez de Mata fue procesado en Sevilla por el año de 1660.
En el siglo XVIII las ideas de Francisco Martínez de Mata, de tipo mercantilista, adquirieron gran popularidad gracias a la edición que hizo de sus escritos Pedro Rodríguez Campomanes en el cuarto de los apéndices a su Discurso sobre la educación popular de los artesanos y su fomento (Madrid: Sancha, 1775), el denominado "Epítome de los discursos de Francisco Martínez de Mata".  Posteriormente José Canga Argüelles publicó un Suplemento al Apéndice de la educación popular. Contiene dos discursos de Francisco Martínez de la Mata... (Madrid: Oficina de García y Compañía, 1802)

## Pensamiento
Sostiene una postura parecida a la de Pedro Fernández de Navarrete y rechaza que la abundancia de oro y plata sea la base de la riqueza de un país; para él toda política de fomento exige el empleo de capitales bancarios, única manera de financiar el establecimiento de nuevas industrias (en lo que incluye agricultura y ganadería). Asimismo se debe regular el comercio exterior y sanear la Hacienda. Aporta conceptos interesantes, como la velocidad de circulación del dinero y el efecto multiplicador del gasto y llamó la atención del padre del regeneracionismo español Joaquín Costa.

## Obra
- Pedro Rodríguez Campomanes (ed.) "Epítome de los discursos de Francisco Martínez de Mata", Apéndice IV de P. R. Campomanes, Discurso sobre la educación popular de los artesanos y su fomento (Madrid: Sancha, 1775).
- Pedro Rodríguez Campomanes (ed.) Apéndice a la educación popular: Que contiene los ocho discursos de Francisco Martinez de Mata, con uno de nuevo sobre el comercio nacional..., Madrid: Antonio de Sancha, 1777.
- José Canga Argüelles (ed.) Suplemento al Apéndice de la educación popular. Contiene dos discursos de Francisco Martínez de la Mata... (Madrid: Oficina de García y Compañía, 1802)
- Memoriales y discursos de Francisco Martínez de Mata, ed. de Gonzalo Anes, Madrid, 1971.